# Louis Fortin
Louis Fortin (12 januari 2002) is een Belgisch voetballer die als doelman uitkomt voor KAA Gent.

## Clubcarrière
Fortin ruilde de jeugdopleiding van Standard Luik in 2021 voor die van KAA Gent. Na een jaar bij de jeugd maakte hij er op 21 mei 2022 zijn profdebuut: op de laatste speeldag van de Champions' Play-offs verving hij tegen Sporting Charleroi de geblesseerde Davy Roef. Tijdens deze wedstrijd stond er nog weinig op het spel, want KAA Gent was voor aanvang al zeker van de groepswinst. Tijdens de rust werd hij bij een 1-1-tussenstand vervangen door Célestin De Schrevel, die eveneens zijn profdebuut maakte. Gent verloor de wedstrijd uiteindelijk met 1-2.

## Clubstatistieken
| Seizoen         | Club            | Land            | Competitie         | Competitie | Competitie | Beker | Beker | Supercup | Supercup | Europees | Europees | Totaal | Totaal |
| Seizoen         | Club            | Land            | Competitie         | Wed.       | Dlp.       | Wed.  | Dlp.  | Wed.     | Dlp.     | Wed.     | Dlp.     | Wed.   | Dlp.   |
| --------------- | --------------- | --------------- | ------------------ | ---------- | ---------- | ----- | ----- | -------- | -------- | -------- | -------- | ------ | ------ |
| 2021/22         | KAA Gent        | Vlag van België | Jupiler Pro League | 1          | 0          | 0     | 0     | —        | —        | 0        | 0        | 1      | 0      |
| Carrière totaal | Carrière totaal | Carrière totaal | Carrière totaal    | 1          | 0          | 0     | 0     | 0        | 0        | 0        | 0        | 1      | 0      |

Bijgewerkt op 21 mei 2022.